# Andrew Wheating
Andrew "Andy" Wheating (né le 21 novembre 1987 à Norwich (Vermont)) est un athlète américain, spécialiste du demi-fond.
Son record personnel sur 1 500 m est de 3 min 30 s 90 obtenu à Monaco en 2010.
Il remporte le titre des Championnats NACAC 2015 à San José en battant le record des championnats.